# پرووسلاو دراگیسویچ
پرووسلاو دراگیسویچ (انگلیسی: Prvoslav Dragićević؛ ۴ مارس ۱۹۱۴ – ۲۷ دسامبر ۱۹۷۴) بازیکن فوتبال اهل یوگسلاوی بود.
از باشگاه‌هایی که در آن بازی کرده‌است می‌توان به باشگاه فوتبال بئوگراد اشاره کرد.
وی همچنین در تیم ملی فوتبال یوگسلاوی بازی کرده‌است.